# Society of Petroleum Engineers
La  Society of Petroleum Engineers (SPE) è una associazione professionale, nata negli USA come inizialmente come branca dello "American Institute of Mining, Metallurgical, and Petroleum Engineers" (AIME), e cresciuta ad assumere un carattere internazionale il cui scopo è di raccogliere, migliorare, diffondere e scambiare conoscenze tecniche relative alla ricerca, sviluppo e produzione delle risorse di petrolio e gas naturale (upstream petrolifero). 
La SPE promuove anche attività di aggiornamento delle competenze tecniche e professionali di chi opera nel campo. Attualmente i soci superano le 60.000 unità.
Particolarmente rilevante è la produzione di pubblicazioni scientifiche, sottoposte ad una severa revisione paritaria, in cui sono presenti la maggior parte degli scritti scientifici e tecnici ritenuti pietre miliari nella evoluzione delle scienze legate all'industria petrolifera.
Oggi l'associazione  ha esteso i suoi interessi in tutte le tematiche che riguardano i combustibili fossili, lo stoccaggio del gas e la cattura della CO2 e la sua re iniezione nel sottosuolo.

## Altre associazioni professionali correlate
- American Association of Petroleum Geologists (AAPG)
- European Association of Geoscientists and Engineers (EAGE)